# Ctenitis nemorosa
Ctenitis nemorosa är en träjonväxtart som först beskrevs av Carl Ludwig Willdenow, och fick sitt nu gällande namn av Ren-Chang Ching. Ctenitis nemorosa ingår i släktet Ctenitis och familjen Dryopteridaceae. Inga underarter finns listade.